# Luke and the Bang-Tails
Luke and the Bang-Tails è un cortometraggio muto del 1916 prodotto e diretto da Hal Roach, con Harold Lloyd. È conosciuto anche col titolo Luke and the Bangtails.

## Trama
Lonesome Luke si reca alle corse di Tijuana.

## Produzione
Il film fu prodotto da Hal Roach per Rolin Films.

## Distribuzione
Distribuito dalla Pathé Exchange, uscì nelle sale cinematografiche USA il 15 ottobre 1916.
Copia della pellicola viene conservata negli archivi del Museum of Modern Art.